# Jury Chechi
Jury Chechi född den 11 oktober 1969 i Prato, Italien, är en italiensk gymnast.
Han tog OS-guld i ringar i samband med de olympiska gymnastiktävlingarna 1996 i Atlanta och även OS-brons i ringar i samband med de olympiska gymnastiktävlingarna 2004 i Aten.